# مند سفلي
مند سفلي (بالفارسية: مند سفلی) هي قرية تقع في قسم جلغة تشاة هاشم الريفي (مقاطعة دلغان) في إيران. يقدر عدد سكانها بـ 598 نسمة .